# Anna Brzezińska (samorządowiec)
Anna Katarzyna Brzezińska z domu Skoroszewska (ur. 4 marca 1977 w Nasielsku) – polska samorządowiec, z wykształcenia prawnik i pedagog, od 2024 członek zarządu województwa mazowieckiego VII kadencji.

## Życiorys
Córka Alojzego i Krystyny. Ukończyła studia z zakresu prawa i pedagogiki, pracowała jako szkoleniowiec i psychoterapeutka. Autorka publikacji o tematyce związanej z prawem pomocy społecznej. Przez szereg lat związana z pomocą społeczną. Pełniła funkcję dyrektor ośrodków pomocy społecznej w Nasielsku (2004–2007) i Legionowie (2007–2022). W 2022 przeszła na analogiczne stanowisko w stołecznej dzielnicy Praga-Południe.
Zaangażowała się w działalność polityczną w ramach Platformy Obywatelskiej, kierowała jej strukturami w Legionowie. W 2018 kandydowała do sejmiku mazowieckiego, mandat uzyskała w 2019 w miejsce Macieja Laska (w 2024 reelekcja). W 2019 ubiegała się o mandat w Parlamencie Europejskim, a w 2023 – w Sejmie. 10 czerwca 2024 powołana na stanowisko członka zarządu województwa mazowieckiego, powierzono jej odpowiedzialność za edukację, sport, zdrowie i politykę społeczną.

## Kontrowersje
Została oskarżona o nadużycie uprawnień w trakcie piastowania funkcji dyrektora OPS-u w Nasielsku poprzez wyłudzenie świadczenia socjalnego w postaci pobytu córki na koloniach oraz przywłaszczenie mienia w postaci lodówki. W 2011 Sąd Rejonowy w Pułtusku stwierdził, że zarzucane jej czyny "stanowiły wypadki mniejszej wagi" i warunkowo umorzył postępowanie karne na okres roku oraz zobowiązał Annę Brzezińską do zapłacenia określonej sumy pieniędzy na rzecz Urzędu Miejskiego w Nasielsku tytułem częściowego naprawienia szkody oraz do wpłacenia 2 tysięcy złotych na Polski Czerwony Krzyż.